# Бофорт, Маргарет
Ма́ргарет (Маргари́та) Бофо́рт, графи́ня Ри́чмонд и Де́рби (англ. Margaret Beaufort, Countess of Richmond and Derby; 31 мая 1441/1443, Бедфордшир — 29 июня 1509, Лондон) — мать короля Англии Генриха VII. Маргарет была одной из ключевых фигур войны Алой и Белой розы, а также влиятельным матриархом семейства Тюдоров.

## Ранняя жизнь
Маргарет родилась 31 мая 1441 или 1443 года. День и месяц рождения Маргарет не вызывают сомнений: по её распоряжению день её рождения праздновался в Вестминстерском аббатстве именно 31 мая, при этом год рождения Бофорт менее определён. Английский антикварий XVII века Уильям Дагдейл, а также ряд позднейших биографов Маргарет, предполагали, что она родилась в 1441 году. Но более вероятно, что Маргарет родилась в 1443 году, поскольку в мае того года её отец вёл переговоры с королём об опеке над его новорождённым ребёнком. Местом рождения девочки стал замок Блетсо в Бедфордшире; её родителями были Маргарет Бошан из Блетсо и Джон Бофорт, 1-й герцог Сомерсет.
Отец Маргарет был правнуком короля Эдуарда III через его третьего выжившего сына Джона Гонта, 1-го герцога Ланкастера. К моменту рождения Маргарет Джон готовился отбыть во Францию, где должен был возглавить важную военную кампанию Генриха VI. Перед отъездом он договорился с королём, что в случае его смерти право опеки над маленькой Маргарет и выбора ей жениха будет иметь только его жена.
После возвращения из Франции Сомерсета его отношения с королём испортились; Бофорт был удалён от двора, обвинён в государственной измене и вскоре скончался. Достоверно неизвестно, что произошло: французский епископ-историк Тома Базен считал, что Джон умер от болезни, тогда как «Кройлэндская хроника» говорит о суициде. На момент смерти Сомерсета его жена была беременна, но ребёнок родился мёртвым. Маргарет стала единственной наследницей большого состояния, а все титулы достались брату Джона, Эдмунду. Через четыре дня после смерти Сомерсета король нарушил данное ему обещание и отдал Маргарет под опеку Уильяма де Ла Поля, 1-го герцога Саффолка, но с матерью девочку так и не разлучили. Хотя Маргарет была единственным законным ребёнком отца, у неё было два брата и пять сестёр от первого брака матери, которых она поддерживала после восшествия на престол её сына.

## Браки
Первым мужем Маргарет стал единственный сын её опекуна Уильяма де Ла Поля, Джон. Свадьба, вероятно, прошла между 28 января и 7 февраля 1444 года, когда Маргарет было около года (или не более трёх лет). Также существует предположение, что брак был заключён в январе 1450 года уже после ареста Саффолка, который таким образом хотел обеспечить будущее сына. Это предположение подтверждается и тем фактом, что папское разрешение на брак, необходимое из-за близкого родства супругов, было получено только 18 августа 1450 года.
В 1453 году брак был аннулирован, и король передал Маргарет под опеку своих единоутробных братьев Джаспера и Эдмунда Тюдоров. Сама Маргарет никогда не признавала этого брака и по её воле с 1472 года её первым мужем значился Эдмунд Тюдор. По каноническому праву Маргарет не была связана брачным договором, поскольку брак был заключён до достижения невестой двенадцатилетнего возраста.
Ещё до аннулирования первого брака Маргарет Генрих VI избрал девочку в качестве невесты Эдмунда Тюдора — старшего из братьев короля от тайного брака его матери с Оуэном Тюдором. Брак Маргарет с Эдмундом был заключён 1 ноября 1455 года; Маргарет к тому моменту было 12—14 лет, Эдмунду — 24 года. Только что разразилась Война Алой и Белой розы; Эдмунд, принадлежавший к дому Ланкастеров, был взят в плен Йорками менее, чем через год. Он умер в плену от чумы в Кармартене в ноябре 1456 года, оставив Маргарет молодой вдовой на седьмом месяце беременности. Будучи переданной на попечение Джаспера Тюдора, в замке Пембрук 28 января 1457 года Маргарет родила сына Генри. Роды были особенно сложными: из-за юного возраста и телосложения Маргарет и мать и ребёнок были близки к смерти. Эти роды стали первыми и последними в жизни Маргарет.
Маргарет вместе с сыном оставалась в Пембруке до 1461 года, когда, благодаря триумфу Йорков, замок перешёл во владение графа Пембрука. С двух лет Генри жил с родственниками отца в Уэльсе, а с четырнадцати — в ссылке во Франции. В этот период общение Маргарет с сыном ограничивалось письмами и несколькими визитами.
Маргарет всегда уважала имя и память Эдмунда как отца своего единственного ребёнка. В 1472 году, через шестнадцать лет после смерти Тюдора, Маргарет пожелала после собственной смерти быть похороненной рядом с ним, хотя наиболее близкие и долгие отношения у неё сложились с третьим мужем, умершим в 1471 году.
3 января 1458 года Маргарет вышла замуж в третий раз: её избранником стал сэр Генри Стаффорд, второй сын герцога Бекингема. Он, как и Маргарет, был потомком Эдуарда III. Жених вновь оказался старше невесты в два раза: Маргарет было около 14-16 лет, Генри — чуть за тридцать. Разрешение на брак было получено 6 апреля 1457 года. Во время брака между Маргарет и Стаффордом сложились довольно дружеские отношения. Хотя пара получала с земель Бекингема доход в 400 марок, по прежнему основным источником содержания семьи оставались владения Маргарет. Генри Стаффорд первоначально был приверженцем Ланкастеров, но позже получил прощение нового короля и присоединился к Йоркам. Сражаясь за Йорков в битве при Барнете в 1471 году Стаффорд был ранен и вскоре скончался. Маргарет снова стала вдовой, когда ей не было и тридцати.
В начале июня 1472 года Маргарет вышла замуж за Томаса Стэнли, 1-го графа Дерби, Лорда Верховного констебля Англии и короля острова Мэн. Брак был фиктивным и основывался на политических мотивах Маргарет, которая, как считают более поздние историки, никогда не считала себя членом семейства Стэнли. Союз со Стэнли позволил Маргарет вернуться ко двору, где королева Елизавета выбрала её в качестве крёстной матери одной из своих дочерей.
Вскоре после смерти короля Эдуарда и перехода трона к Ричарду Глостеру, Маргарет снова оказалась при дворе, но уже в качестве фрейлины королевы Анны. Бофорт принимала непосредственное участие в коронации Ричарда и Анны, в частности она несла шлейф новой королевы. Во время служения новым королю и королеве Маргарет строила заговор вместе с вдовствующей королевой Елизаветой Вудвилл и почти наверняка участвовала в восстании Бекингема. Ричард III принял акт парламента, лишавший Маргарет всех титулов и владений, однако имущество Маргарет не отошло к короне, а было передано её мужу. Как только пошли слухи, что сыновья Вудвилл, принцы в Тауэре, были убиты, было принято решение обручить сына Маргарет, Генри, со старшей дочерью Елизаветы Вудвилл и Эдуарда IV, Елизаветой Йоркской. Этот брачный союз должен был привлечь поддержку как Ланкастеров, так и Йорков.
В 1485 году сын Маргарет высадился в Уэльсе. Томас Стэнли, ранее сражавшийся за Ричарда III, в этот раз не явился по зову короля для участия в битве при Босворте, несмотря на то, что у Ричарда III в заложниках находился старший сын Томаса, Джордж. Уже после битвы именно Стэнли возложил корону на голову пасынка, впоследствии даровавшего отчиму титул графа Дерби. Леди Маргарет стала именоваться графиня Ричмонд и Дерби, хотя сама графиня предпочитала титуловаться по второму мужу.
В более поздний период брака Маргарет предпочитала жить отдельно от мужа. В 1499 году с его разрешения Маргарет приняла обет целомудрия в присутствии епископа Лондонского. Принятие Маргарет такого обета в браке было необычным, но не единичным случаем: около 1413 года Марджери Кемпе также дала обет целомудрия в браке. Маргарет оставила мужа и переехала жить в Коллиуэстон. Стэнли регулярно навещал жену, которая обустроила для него комнаты в своём доме. Маргарет дала повторный обет в 1504 году после смерти мужа.

## Мать короля

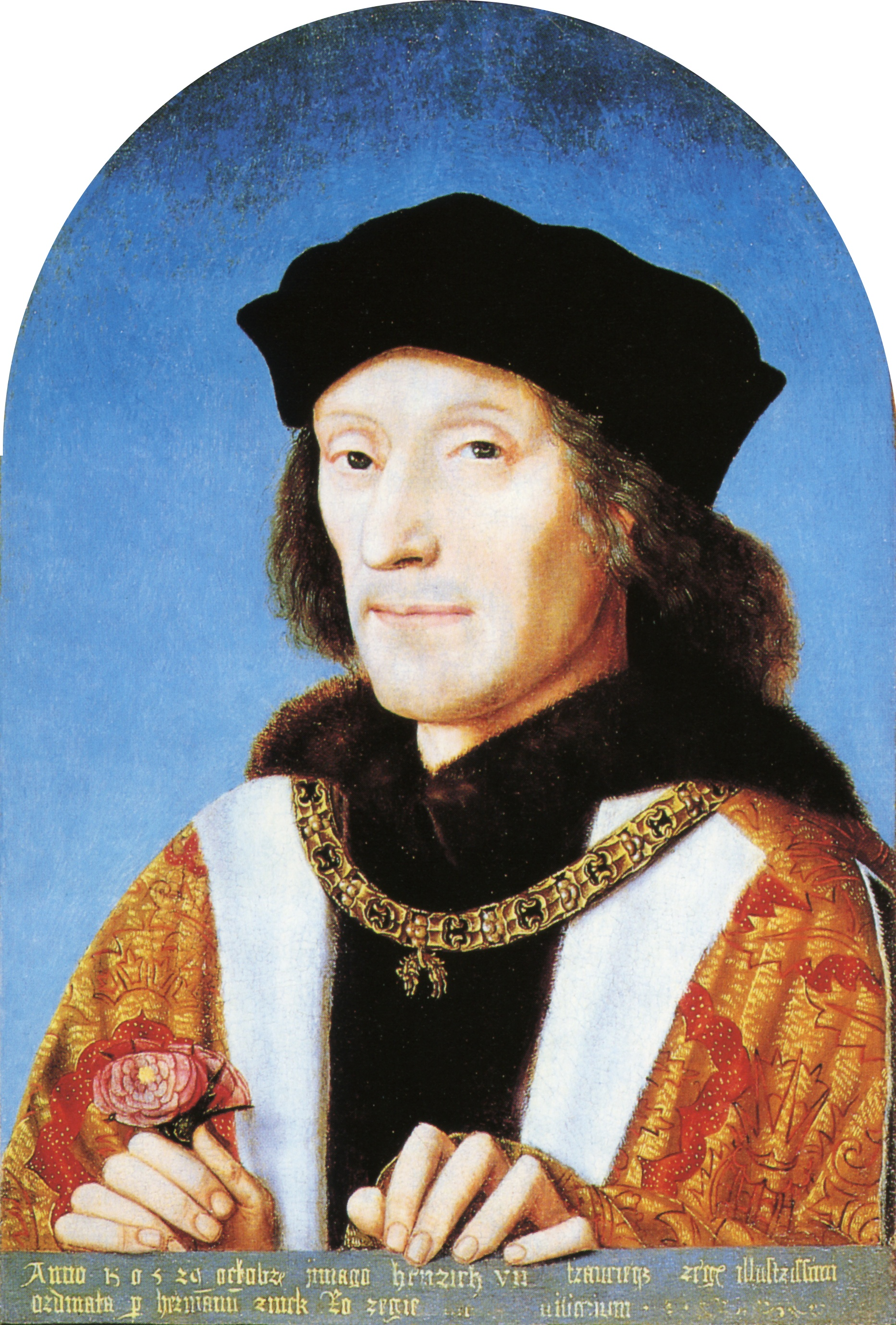
Король Генрих VII, единственный ребёнок Маргарет

После того, как сын Маргарет получил корону после битвы при Босворте, леди Маргарет при дворе именовалась миледи мать Короля. На первом же заседании парламент Генриха VII признал право Маргарет на владение собственностью, независимо от мужа, как если бы она была не замужем. К концу правления сына Маргарет возглавила комиссию, вершившую правосудие на севере Англии.
Генрих выполнил условия договора и женился на Елизавете Йоркской. Бофорт неохотно приняла более низкий статус, нежели у вдовствующей королевы Елизаветы или своей невестки. Она носила одежду того же качества, что и новая королева, и всегда шла, отстав лишь на полшага позади неё. Несмотря на гармоничный тандем, созданный Маргарет и Елизаветой ради Генриха VII, Елизавета не любила свою властную и амбициозную свекровь. Сама же Маргарет с трудом могла забыть о происхождении невестки. Несмотря на это, Маргарет не могла пойти против её воли: как королева, Елизавета — по праву рождения и через брак с королём — превосходила Маргарет по положению, как превосходит королева любую графиню.
Начиная с 1460-х годов и много лет в дальнейшем, Маргарет подписывалась как М. Ричмонд (англ. M. Richmond). В 1499 году она сменила подпись на Margaret R., вероятно, чтобы доказать свою королевскую власть (R означало либо regina — королева на латыни, либо же Ричмонд). Кроме того, документы и письма Маргарет включали тюдоровскую корону и подпись и мать Генриха VII, короля Англии и Ирландии (лат. et mater Henrici septimi regis Angliæ et Hiberniæ).
Графиня была известна своей образованностью и религиозностью. Генрих всем сердцем был предан матери, благодаря чему Маргарет имела огромное влияние на короля. Генрих умер 21 апреля 1509 года, назначив мать главной исполнительницей своей воли. Именно Маргарет организовывала похороны сына и коронацию внука. На похоронах сына Маргарет возглавила процессию, таким образом став главной женщиной королевской семьи.

## Смерть

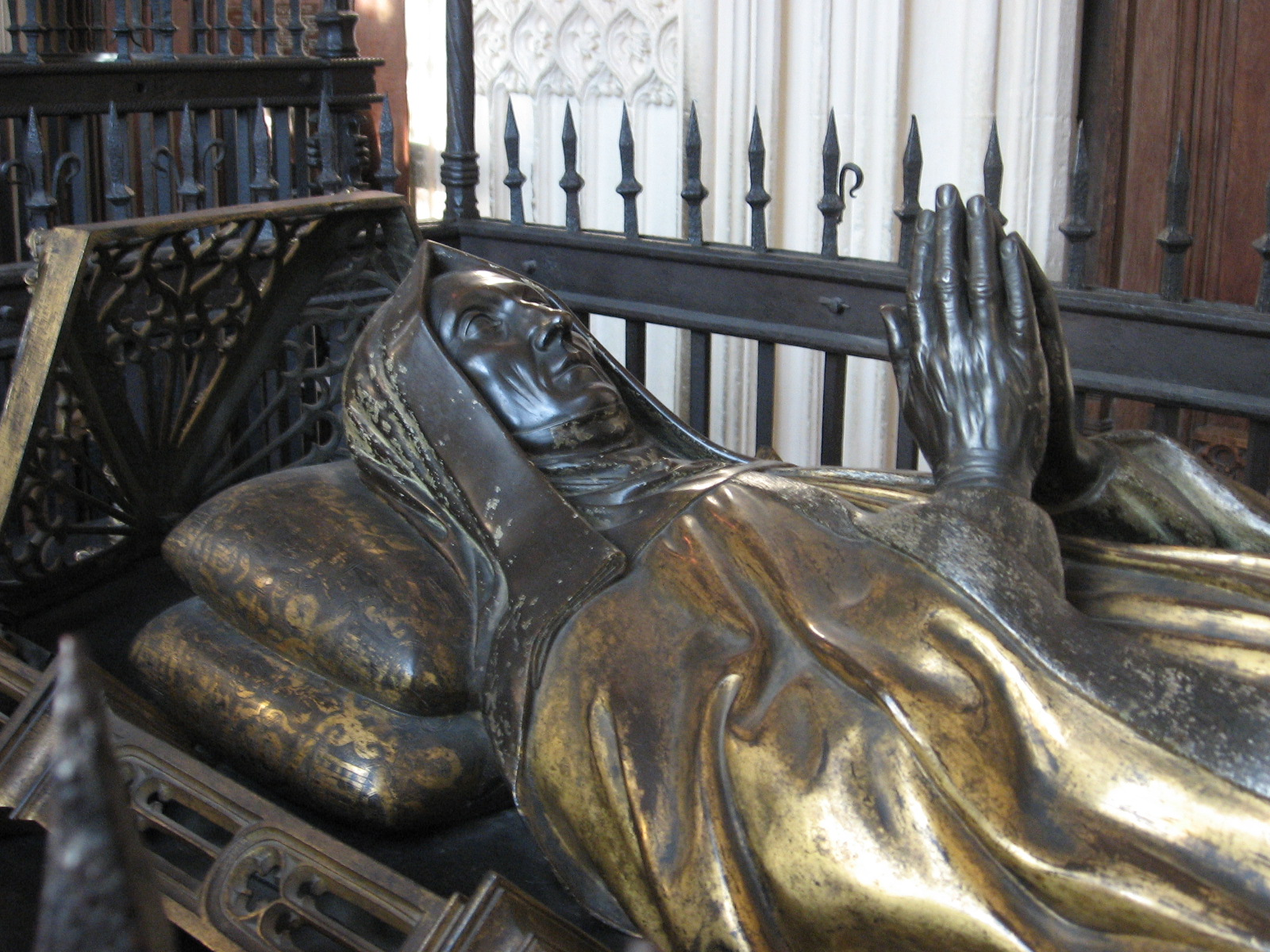
Могила леди Маргарет

Леди Маргарет умерла 29 июня 1509 года в деканате Вестминстерского аббатства, чуть более, чем через два месяца после смерти сына; это был день, следующий за днём восемнадцатилетия её царственного внука. Несмотря на желание покоиться рядом с Эдмундом Тюдором, Маргарет была похоронена в капелле Генриха VII в чёрной мраморной гробнице с бронзовой позолоченной эффигией и пологом. Ныне могила Маргарет Бофорт находится между более поздними захоронениями Вильгельма и Марии и Марии Стюарт.

## Наследие
В 1497 году Маргарет объявила о своём намерении построить бесплатную школу для широких масс в Уимборне (графство Дорсет). Уимборнская гимназия открыла свои двери в 1509 году — в год смерти Маргарет.
В 1502 году леди Маргарет основала именную профессуру в Кембриджском университете. Также существует одноимённая профессура в Оксфордском университете.

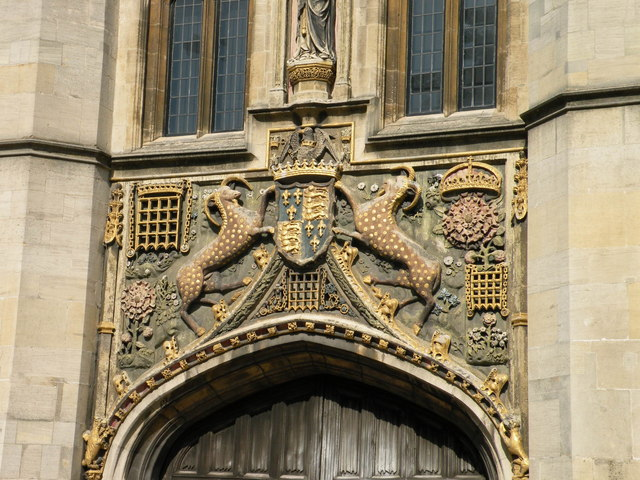
Герб Кембриджа

В 1505 году Маргарет вновь открыла и дополнила Божий дом в Кембридже в качестве Колледжа Христа с королевской хартией от короля. Маргарет с тех пор почитается как основательница колледжа. Копия её подписи вырезана на одном из зданий на территории колледжа. В 1511 году по предложению (или приказу) Маргарет или её капеллана Джона Фишера был открыт Колледж Святого Иоанна на территории одного из имений Маргарет. Земли Маргарет, расположенные в Грейт-Брэдли (графство Суффолк) были завещаны колледжу, а её портрет висит в больших залах обоих колледжей рядом с портретом Джона Фишера. Герб обоих колледжей включает в себя герб Маргарет и её девиз. Кроме того, различные общества, в том числе Общество леди Маргарет и Клуб Бофорт в колледже Христа и Лодочный клуб леди Маргарет в колледже Святого Иоанна, названы в честь неё.
Леди Маргарет Холл, первый женский колледж в Оксфордском университете, был назван в честь Маргарет. Маргарет финансировала Церковь всех Святых в Мартоке и строительство церковной башни.
Средняя школа Маргарет Бофорт в Райзли (графство Бедфордшир) названа в честь Маргарет.

## Портреты

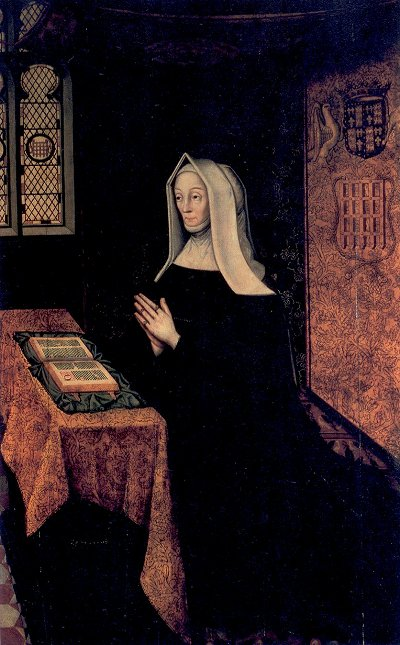
Маргарет Бофорт в молитве, 1598 год

Ни одного прижизненного портрета Маргарет не сохранилось. Все известные портреты написаны в одинаковой манере и изображают графиню в её поздние годы, одетую в белый остроконечный головной убор (типа апостольника), в позе религиозного созерцания. Большинство из этих портретов были созданы в правление Генриха VIII и Елизаветы I как символ приверженности режиму Тюдоров. Они могут быть основаны на утерянном оригинале или же были производными скульптуры Пьетро Торриджано, установленной на могиле Маргарет в Вестминстерском аббатстве.
Одним из вариантов портрета, отличным от остальных, является портрет леди Маргарет кисти Роулэнда Локи, изображающий графиню в богато меблированном потайном кабинете позади её покоев. Простой стол, перед которым она преклонила колени, задрапирован текстилем с дорогим орнаментом, так плотно расшитым узором, что углы ткани неподвижны. Её щедро иллюминированный часослов раскрыт перед ней, а его защитная ткань (т. н. «сорочка» переплёта) разложена вокруг него. На стенах изображен узор из дубовых листьев, возможно в ромбах. На стене висит полог с изображением владений леди Маргарет с тюдоровской розой в центре. Чуть выше расположен герб Маргарет, коронованный короной Тюдоров. Небольшие витражи в стрельчатом окне с освинцованным переплётом также отображают герб Англии и герб Бофортов.

## В культуре
В романах Бетти Кинг Леди Маргарет (1965) и Мать короля (1969) рассказывается о браке Маргарет с Эдмундом Тюдором и последующем вдовстве. Роман Айрис Гауэр Дитя Судьбы (1999) повествует о времени, когда Маргарет, в преддверии Войны Роз, вынуждена на долгие годы разлучиться с сыном. Также Маргарет является одним из ключевых персонажей ряда романов Филиппы Грегори: серии «Война кузенов» (Белая королева, Алая королева, Дочь Делателя королей и Белая принцесса) и «Тюдоры» (Вечная принцесса). Маргарет фигурирует в романе Succession Ливи Майкл (2014).
Персонаж леди Маргарет, изображённый Мэриголд Шерман, присутствует в восьми эпизодах мини-сериала канала Би-би-си «Тень Тауэра», где Бофорт изображена женщиной с экстремальными амбициями и благочестием, безжалостной к тем, кто стоит на пути династии Тюдоров.
Channel 4 и RDF Media спродюсировали в 2005 году для британского телевидения драму о Перкине Уорбеке «Принцы в Тауэре». Персонаж леди Маргарет, сыгранный Салли Эдвардс, представляет собой силу, стоящую за троном, закалённую женщину, фанатично преданную Богу и самой себе. Её изображают жертвой насилия и власти мужчин, в течение жизни бывших рядом с ней, что сделало её саму такой же безжалостной и бездушной.
В экранизации романов Филиппы Грегори (сериалах «Белая королева», «Белая принцесса» и «Испанская принцесса») роль леди Маргарет сыграли Аманда Хэйл, Мишель Фэйрли и Харриет Уолтер соответственно.